# Phrynobatrachus dispar
Phrynobatrachus dispar es una especie  de anfibio de la familia Phrynobatrachidae.

## Distribución geográfica
Es endémica de la isla de Príncipe.  